# 大水坑镇
大水坑镇，是中华人民共和国宁夏回族自治区吴忠市盐池县下辖的一个乡镇级行政单位。

## 行政区划
大水坑镇下辖以下地区：
裕民社区、长庆社区、兴盛社区、大水坑村、新泉井村、宋堡子村、柳条井村、新建村、莎草湾村、摆宴井村、向阳村、红井子村、马坊村、二道沟村、新桥村、东风村、李伏渠村和王新庄村。